# Tomita Miyu
Tomita Miyu (富田 美憂 (Phú Điền Mĩ Ưu) sinh 15 tháng 11 năm 1999) là một nữ diễn viên lồng tiếng người Nhật đến từ tỉnh Saitama, hiện trực thuộc Amuse. Sau khi nảy sinh khát vọng trở thành một diễn viên lồng tiếng từ tiểu học, cô đã tham gia vào hai cuộc thi thử giọng năm 2014 và thắng một cuộc. Cô nổi tiếng với vai trò lồng tiếng các nhân vật trong anime như Otako trong Oshiete! Galko-chan, Yume Nijino trong Aikatsu Stars!, Gabriel White Tenma trong Gabriel DropOut, và Riko trong Made in Abyss.

## Tiểu sử
Tomita bắt đầu hứng thú với việc lồng tiếng sau khi xem bộ anime Hiệp sĩ Vampire hồi tiểu học. Cô là người hâm mộ Miyano Mamoru trong thời gian này. Trong những ngày đi học, cô than gia một câu lạc bộ tìm hiểu về manga tại trường. Năm 2014, cô lọt vòng chung kết của cuộc thi thử giọng Ani-Tan. Cô khởi đầu sự nghiệp lồng tiếng vào năm 2015 với hai vai phụ từ anime Himouto! Umaru-chan.
Năm 2016, Tomita được chọn vào vai Otako trong Oshiete! Galko-chan, đây là vai chính đầu tiên của cô. Ca khúc mở đầu của anime được cô thể hiện cùng Waki Azumi và Takahashi Minami. Cô cũng vào vai Yume Nijino trong Aikatsu Stars! và Roberto Lewis trong Garo: Divine Flame Năm 2017, Tomita lồng tiếng Gabriel White Tenma trong Gabriel DropOut và Kuina Natsugawa trong Hinako Note.
Năm 2019, cô ra mắt sự nghiệp ca sĩ dưới hãng thu Nippon Columbia, đồng thời phát hành đĩa đơn đầu tay "Present Moment"; bài hát trong đĩa được dùgg làm ca khúc mở đầu cho anime Hōkago Saikoro Club.
Fanclub của Tomita có tên là "+ you", được ra mắt cùng ngày với album đầu tiên của cô, Prologue (30 tháng 6, 2021).

## Sự nghiệp

### Anime
2015
- Gochuumon wa Usagi Desu ka?, vai bạn cùng lớp A (tập 8)
- Himouto! Umaru-chan, vai Doma Taihei (lúc nhỏ; tập 7), một nữ sinh (tập 3–4)

2016
- Oshiete! Galko-chan, vai Otako[4]
- Aikatsu Stars!, vai Nijino Yume[5]

2017
- Gabriel DropOut, vai Gabriel White Tenma[7]
- Hinako Note, vai Natsukawa Kuina[8]
- Made in Abyss, vai Riko
- Garo: Vanishing Line, vai Luke (lúc nhỏ)

2018
- Overlord II, vai Tina[13]
- Kyōto Teramachi Sanjō no Holmes, vai Mashiro Aoi
- Tonari no Kyūketsuki-san, vai Sophie Twilight

2019
- Kōya no Kotobuki Hikōtai, vai Chika
- Bokutachi wa Benkyō ga Dekinai, vai Ogata Rizu
- Joshi Kōsei no Mudazukai, Yamamoto vai Minami
- Hōkago Saikoro Club, vai Ono Midori[14]
- Aikatsu on Parade!, vai Nijino Yume
- Z/X Code reunion , vai Tsukigata Yuni[15]

2020
- Hatena Illusion, vai Hoshisato Yumemi[16]
- Toaru Kagaku no Railgun T, vai Kōzaku Mitori[17]
- Ishuzoku Reviewers, vai Crimvael[18]
- Dorohedoro, vai Ebisu[19]
- Tamayomi, vai Kawaguchi Ibuki[20]
- Kaguya-sama wa Kokurasetai, vai Iino Miko[21]
- Iwa-Kakeru! Climbing Girls, vai Sugiura Nonoka[22]
- One Room (mùa 3) , vai Kotokawa Akira[23]
- Kuma Kuma Kuma Bear, vai Shuri[24]
- Munō na Nana, vai Sasaki Yūka[25]
- Dogeza de Tanondemita, vai Misenai Kanan và Shioya Rei [26]

2021
- Urasekai Picnic, vai Seto Akari[27]
- Ore Dake Haireru Kakushi Dungeon, vai Emma Brightness[28]
- Ex-Arm, vai Yggdrasil[29]
- Vivy: Fluorite Eye's Song, vai Kirishima Momoka
- Sentōin, haken-shimasu!, vai Kisaragi Alice[30]
- Battle Athletes Daiundōkai ReSTART!, vai Shelley Wong[31]

2022
- Sabikui Bisco, vai Ōchagama Tirol[32]
- Kaijin Kaihatsubu no Kuroitsu-san, vai Melty[33]
- Shadowverse Flame, vai Takanashi Tsubasa[34]
- Gaikotsu Kishi-sama, Tadaima Isekai e Odekake-chū, vai Chiyome[35]
- Kunoichi Tsubaki no Mune no Uchi, vai Tōwata[36]
- Kaguya-sama wa Kokurasetai -Ultra Romantic-, vai Iino Miko[37]
- Onipan!, vai Issun Noriko[38]
- Tate no Yūsha no Nariagari Season 2, vai Kazayama Kizuna[39]
- Made in Abyss: Retsujitsu no Ōgonkyō, vai Riko[40]
- Mamahaha no tsurego ga motokano datta, vai Higashira Isana[41]
- Warau Arsnotoria Sun–!, vai Petit Albert[42]
- Prima Doll, vai Gekka[43]
- Shine Post, vai Torawatari Homare[44]
- Saikin yatotta maid ga ayashii, vai Nakashima Natsume[45]
- Shinobi no Ittoki, vai Tsubaki Satomi[46]

2023
- Isekai Nonbiri Nōka, vai Flora[47]
- Tsundere Akuyaku Reijou Liselotte to Jikkyou no Endo kun to Kaisetsu no Kobayashi san, vai Fiene[48]
- Ayakashi Triangle, vai Kazamaki Matsuri (dạng nữ)[49]
- Kawaisugi Crisis, vai Azuma Sasara[50]
- Kono Subarashii Sekai ni Bakuen wo!, vai Funifura[51]

### Phim chiếu rạp
2016
- Aikatsu Stars!, vai Nijino Yume
- Garo: Divine Flame, vai Roberto Lewis[6]

2019
- Made in Abyss: Tabidachi no Yoake, vai Riko
- Made in Abyss: Hōrō Suru Tasogare, vai Riko
- Kono subarashii sekai ni shukufuku o! Kurenai densetsu. vai Funifura[52]

2020
- Made in Abyss: Fukaki Tamashī no Reimei, vai Riko
- Gekijōban High School Fleet, vai Chiba Sachiho[53]

2022
- Kaguya-sama wa Kokurasetai: First Kiss wa Owaranai, vai Iino Miko[54]

### Trò chơi điện tử
2018
- Onsen Musume, vai Hinata Kinugawa[55]
- Shōjo Kageki Revue Starlight -Re LIVE-, vai Nonomiya Lalafin
- Valkyrie Connect, vai Frigg

2021
- Assault Lily Last Bullet, vai Sadamori Himeka
- Warau Arsnotoria, vai Petit Albert[56]
- Azur Lane, vai New Jersey
- Blue Archive, Endō Shimiko[57]
- Tales of Luminaria, vai Charles